# Edison (New Jersey)
Edison ist eine Gemeinde im Middlesex County, New Jersey, USA. Das U.S. Census Bureau hat bei der Volkszählung 2020 eine Einwohnerzahl von 107.588 ermittelt.

## Geschichte
Die Stadt wurde bereits im 17. Jahrhundert gegründet und hieß zunächst Raritan Township. Im Jahre 1876 siedelte sich Thomas Alva Edison in dem Stadtentwicklungsgebiet Menlo Park an. In diesen Laboratorien machte er mehrere bahnbrechende Entdeckungen, u. a. erfand er dort auch die Glühlampe. Im Jahre 1886 verlegte er die Laboratorien nach West Orange. Am 10. November 1954 änderte die Stadt zu Ehren des Erfinders ihren Namen in Edison.

## Geographie
Nach den Angaben des United States Census Bureaus hat die Stadt eine Gesamtfläche von 79,5 km2, davon 78,0 km2 Land und 1,5 km2 (1,86 %) Wasser. Das Borough Metuchen wird von Edison umgeben.

## Demographie
Nach der Volkszählung von 2000 gibt es 97.687 Menschen, 35.136 Haushalte und 25.895 Familien in der Stadt. Die Bevölkerungsdichte beträgt 1.252,2 Einwohner pro km2. 59,49 % der Bevölkerung sind Weiße, 6,89 % Afroamerikaner, 0,14 % amerikanische Ureinwohner, 29,27 % Asiaten, 0,04 % pazifische Insulaner, 2,02 % anderer Herkunft und 2,15 % Mischlinge. 6,37 % sind Latinos unterschiedlicher Abstammung.
Von den 35.136 Haushalten haben 34,3 % Kinder unter 18 Jahre. 61,1 % davon sind verheiratete, zusammenlebende Paare, 9,1 % sind alleinerziehende Mütter, 26,3 % sind keine Familien, 21,1 % bestehen aus Singlehaushalten und in 7,2 % Menschen sind älter als 65. Die Durchschnittshaushaltsgröße beträgt 2,72, die Durchschnittsfamiliengröße 3,19.
22,9 % der Bevölkerung sind unter 18 Jahre alt, 7,8 % zwischen 18 und 24, 34,0 % zwischen 25 und 44, 23,4 % zwischen 45 und 64, 11,9 % älter als 65. Das Durchschnittsalter beträgt 36 Jahre. Das Verhältnis Frauen zu Männer beträgt 100:96,3, für Menschen älter als 18 Jahre beträgt das Verhältnis 100:94,0.
Das jährliche Durchschnittseinkommen der Haushalte beträgt 69.746 USD, das Durchschnittseinkommen der Familien 77.976 USD. Männer haben ein Durchschnittseinkommen von 53.303 USD, Frauen 36.829 USD. Der Prokopfeinkommen der Stadt beträgt 30.148 USD. 4,8 % der Bevölkerung und 3,3 % der Familien leben unterhalb der Armutsgrenze, davon sind 4,3 % Kinder oder Jugendliche jünger als 18 Jahre und 6,3 % der Menschen sind älter als 65.

## Söhne und Töchter der Stadt
- David Bryan (* 1962), Keyboarder und Background Sänger in der Band Bon Jovi
- Brittany Murphy (1977–2009), Schauspielerin
- Tom Dwan (* 1986), Pokerspieler
- Halsey (* 1994), Musikerin
- Anthony Stolarz (* 1994), Eishockeytorwart
- Nadale Buntin (* 2000), Sprinter
- Josiah Daniel (* 2000), deutsch-amerikanischer Fußballspieler